# Movimento uniformemente variado
Movimento uniformemente variado é o movimento no qual a velocidade escalar varia uniformemente no decorrer do tempo. O movimento caracteriza-se por haver uma aceleração escalar constante e diferente de 0.

## Função horária da velocidade
A equação da velocidade em função do tempo é:
{\displaystyle v=v_{0}+\alpha t}
onde:
{\displaystyle v}  (ou {\displaystyle v(t)})momento {\displaystyle t}; 

{\displaystyle v_{0}} é a velocidade inicial. Caso o instante inicial seja {\displaystyle t=0}, teremos {\displaystyle v_{0}=v(0)}; 

{\displaystyle \alpha } é a aceleração; e 

{\displaystyle t} é o tempo decorrido desde o início do movimento.
Como a aceleração escalar é a mesma em todos os instantes, ela coincide com a aceleração escalar média, qualquer que seja o intervalo de tempo considerado.
Então escrevemos:
{\displaystyle \alpha ={\frac {\Delta v}{\Delta t}}\Rightarrow \alpha ={\frac {v-v_{0}}{t-0}}\Rightarrow v=v_{0}+\alpha t}
Essa função estabelece como varia a velocidade escalar no percorrer do tempo no movimento uniformemente variado:{\displaystyle v_{0}} e {\displaystyle \alpha } são constantes, e a cada valor de {\displaystyle t} corresponde um único valor de {\displaystyle v}
Na tabela a seguir vemos alguns exemplos, considerando a velocidade {\displaystyle v} em metros por segundo (m/s) e a aceleração {\displaystyle \alpha } em metros por segundo ao quadrado.
| {\displaystyle v=v_{0}+\alpha _{t}} | {\displaystyle v_{0}}          | {\displaystyle \alpha }           |
| ----------------------------------- | ------------------------------ | --------------------------------- |
| v = 5 + 2t                          | {\displaystyle v_{0}} = +5 m/s | {\displaystyle \alpha } = +2 m/s² |
| v = -3 + 8t                         | {\displaystyle v_{0}} = -3 m/s | {\displaystyle \alpha } = +8 m/s² |
| v = 2 + 3t                          | {\displaystyle v_{0}} = 2 m/s  | {\displaystyle \alpha } = +3 m/s² |
| v = 2 - 3t                          | {\displaystyle v_{0}} = +2 m/s | {\displaystyle \alpha } = -3 m/s² |
| v = -4 - 9t                         | {\displaystyle v_{0}} = -4 m/s | {\displaystyle \alpha } = -9 m/s² |
| v = 4t                              | {\displaystyle v_{0}} = 0      | {\displaystyle \alpha } = 4 m/s²  |

## Função horária do espaço
A equação que fornece a posição do móvel em qualquer instante t é:
{\displaystyle s=s_{0}+v_{0}t+{\frac {\alpha }{2}}t^{2}}
A fórmula acima é obtida integrando-se a função horária da velocidade:
{\displaystyle \Delta s=\int v(t)dt=\int (v_{0}+\alpha t)dt\Rightarrow s-s_{0}=v_{0}t+{\frac {\alpha }{2}}t^{2}\Rightarrow s=s_{0}+v_{0}t+{\frac {\alpha }{2}}t^{2}}
onde {\displaystyle s} é a posição (distância) atual do corpo (o s vem do latim spatio, mas também é utilizada o d, por indicar distância), {\displaystyle s_{0}} é a posição da qual ele começou o movimento, {\displaystyle v_{0}} é a velocidade inicial do corpo, {\displaystyle a} é a aceleração e {\displaystyle t} é o tempo decorrido desde o início do movimento.
Na função horária do MUV, o coeficiente de {\displaystyle t^{2}}  é  {\displaystyle {\frac {\alpha }{2}}}.
Assim , se a função for do tipo: {\displaystyle s=5+2t+4t^{2}}  (s em metros e t em segundos) , observaremos que:
{\displaystyle 4={\frac {\alpha }{2}}\Rightarrow \alpha =2\cdot 4\Rightarrow \alpha =8\,{\text{ m/s²}}}
Portanto , para se ter a aceleração escalar {\displaystyle \alpha } basta multiplicarmos o coeficiente de {\displaystyle t^{2}} por 2.  Obtemos assim:
| Movimento Uniformemente Variado                                                                                                   |
| --- |
| {\displaystyle s=s_{0}+v_{0}t+{\frac {\alpha }{2}}t^{2}} {\displaystyle v=v_{0}+\alpha t} {\displaystyle \alpha =constante\neq 0} |

Essas funções têm o papel de definir o MUV em qualquer trajetória. No entanto apenas o conhecimento dessas, não permite nenhuma conclusão sobre a forma da trajetória.
Da função horária após identificarmos {\displaystyle s_{0}}, {\displaystyle v_{0}} e {\displaystyle \alpha } , podemos chegar à função horária da velocidade escalar, como vemos no exemplo:
{\displaystyle s={\underset {\Bigg \downarrow }{s_{0}}}+{\underset {\Bigg \downarrow }{v_{0}t}}+{\underset {\Bigg \downarrow }{\frac {\alpha }{2}}}t^{2}{\xrightarrow[{\text{ligando-se à função horária de v}}]{v}}v=v_{0}+\alpha t}
{\displaystyle \underbrace {s=5-2t\ +{\frac {3}{2}}t^{2}} _{Fs}} {\displaystyle \Rightarrow } {\displaystyle Temos:s_{0}=5m;\ v_{0}=-2m/s;\ \alpha =3m/s^{2}\Rightarrow \underbrace {v=-2+3t} _{Fv}}
Perceba que da função horária dos espaços (Fs) chega-se à  função horária da velocidade , representada por (Fv).

## Equação de Torricelli no MUV
No MUV há muitos casos em que podemos relacionar a velocidade escalar v em função do espaço s o que é feito com o emprego da equação de Torricelli que mostra-se a seguir:
{\displaystyle v^{2}=v_{0}^{2}+2\alpha tv_{0}+\alpha ^{2}t^{2}\quad \Rightarrow \quad v^{2}=v_{0}^{2}+2\alpha {\Bigg (}v_{0}t+{\frac {\alpha }{2}}t^{2}{\Bigg )}}
Comparando com a função horária ...
{\displaystyle s-s_{0}=v_{0}t+{\frac {\alpha }{2}}t^{2}\quad ,temos:v^{2}=v_{0}^{2}+2\alpha (s-s_{0})}
ou ainda:
{\displaystyle v^{2}=v_{0}^{2}+2a\Delta s\,} equação de Torricelli para o MUV
onde {\displaystyle v} é a velocidade atual, {\displaystyle v_{0}} é a velocidade inicial, {\displaystyle a} é a aceleração e {\displaystyle \Delta s} é a variação de posição durante o movimento.Sabendo-se que as variações são iguais a zero (...) Nessa fórmula, a velocidade escalar varia em função do espaço; {\displaystyle v_{0}} é a velocidade inicial, e {\displaystyle \alpha } é a aceleração escalar do movimento, podendo ser positiva ou negativa de acordo com as convenções adotadas.

## Velocidade média
A velocidade média no MUV é dada pela média aritmética entre a velocidade final  e inicial:
{\displaystyle {\overline {v}}={\frac {\Delta S}{\Delta t}}={\frac {v_{0}+v_{f}}{2}}=v_{0}+{\frac {at}{2}}\,}

## Gráficos do MUV

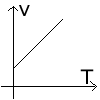
Gráfico da velocidade em função do tempo

No movimento uniformemente variado podemos perceber três funções distintas:
1. Aceleração em função do tempo - Como a aceleração nesse movimento é constante e diferente de zero, então apresenta-se uma função constante. Logo o gráfico apresenta-se como uma reta paralela ao eixo das abscissas.
2. Velocidade em função do tempo - A função da velocidade em função do tempo é uma função de primeiro grau. Logo apresenta-se como uma linha reta que concorre com o eixo das abscissas.
3. Deslocamento em função do tempo - O deslocamento em função do tempo é uma função de segundo grau. Logo ela se apresenta como uma parábola.